# Adversus
| Recensione       | Giudizio |
| ---------------- | -------- |
| Rockol           |          |
| SentireAscoltare | 7,5      |
| Impatto Sonoro   | Positivo |

Adversus è il quarto album in studio del gruppo musicale italiano Colle der Fomento, pubblicato nel 2018 come auto-produzione in collaborazione con TAK Production (edizione CD) e Tuff Kong Records (edizione vinile).

## Tracce
Testi di Simone Eleuteri e Massimiliano Piluzzi, eccetto dove indicato, musiche di Lorenzo Fortino, eccetto dove indicato.
1. Storia di una lunga guerra – 3:44
2. Eppure sono qui – 4:14
3. Nulla Virtus – 3:32
4. Noodles – 3:36
5. Lettere d'Argento – 3:19
6. Adversus – 3:09
7. Penso diverso – 4:58
8. Sergio Leone (feat. Kaos One) – 3:34 (testo: Simone Eleuteri, Massimiliano Piluzzi, Marco Fiorito – musica: Davide Nerattini)
9. Cuore più cervello – 3:34
10. Nostargia – 3:32 (musica: Davide Bassi)
11. Miglia e promesse (feat. Kaos One) – 4:16 (testo: Simone Eleuteri, Massimiliano Piluzzi, Marco Fiorito)
12. Musica e fumo (Re-Edit) – 4:23
13. Polvere (Roy Paci) – 5:43 (musica: Lorenzo Fortino, Rosario Paci)
14. Mempo – 3:39

## Formazione
- Danno – voce
- Masito – voce
- DJ Baro – scratch
- DJ Craim – produzione (eccetto tracce 8 e 10),
- El Rojo - fischio (traccia 1)
- Andrea De Nigris - basso (traccia 2)
- Little Tony Negri – produzione (traccia 8)
- Bassi Maestro – produzione (traccia 10)
- Gabriele Centofanti – basso
- Kaos One – voce aggiuntiva (tracce 8 e 11)
- Roy Paci – tromba (traccia 13)
- Squarta – registrazione, missaggio, mastering

## Classifiche
| Classifica (2018) | Posizione massima |
| ----------------- | ----------------- |
| Italia            | 20                |

## Il documentario
Nel novembre 2019, sul canale ufficiale del gruppo viene pubblicato il documentario X Tutto Questo Tempo - Il Documentario di Adversus, che racconta la realizzazione e lavorazione dell'album .